# Codificador industrial
Un codificador industrial es una máquina diseñada para el codificado y/o marcaje de datos variables (tipo número de lote, fecha de caducidad, códigos de barras, direcciones, logotipos y más) sobre cualquier material. Usualmente se coloca en el envase de un producto, en cajas o palets, pero este tipo de impresión también puede servir para sistemas postales o impresión de folios. El codificado o marcaje de estos datos variables sobre un producto permite su correcta y óptima trazabilidad.
Dependiendo del tipo de sustrato, existen codificadores industriales de diferentes tecnologías para que el codificado y/o marcaje se realice óptimamente:
- Codificador industrial de inyección de tinta continua o inkjet
- Codificador industrial láser
- Codificador industrial de termotransferencia
- Codificador industrial de inyección térmica de tinta
- Etiquetadoras automáticas

- Datos: Q24960806